# 弗拉基米尔·古谢夫
弗拉基米尔·库兹米奇·古谢夫（俄語：Владимир Кузьмич Гусев，1932年4月19日—2022年8月29日），苏联及俄罗斯政治人物。

## 生平
1932年生于薩拉托夫。1957年毕业于萨拉托夫国立大学化学系。1959年开始在恩格斯城化纤厂工作，1963年加入苏联共产党，1970年担任厂长。1975年担任苏共恩格斯市委第一书记。1976年担任苏共萨拉托夫州委第一书记。
1985年，担任俄罗斯苏维埃联邦社会主义共和国部长会议第一副主席。1986年，担任苏联部长会议副主席。同年参与切尔诺贝利核事故的善后工作。1991年6月至8月，担任苏联国家化学和生物技术委员会主席（部长级）。苏联解体后，曾任俄罗斯联邦国家杜马议员、俄罗斯联邦委员会议员等职。2022年8月29日在萨拉托夫逝世。

## 家庭
- 第一任妻子：柳德米拉·阿列克谢耶夫娜·古谢娃（1934年－1983年）
- 第二任妻子：克劳迪亚·瓦西里耶夫娜·古谢娃
- 儿子：亚历山大·弗拉基米罗维奇·古谢夫

## 党内职务
苏联共产党党员（1963年－1991年）。俄罗斯自由民主党党员（1993年－2001年）。无党派人士（2001年－2022年）。
苏联共产党中央委员会委员（1981年－1990年）。苏共二十四、二十五、二十六、二十七、二十八大代表。

## 荣誉
- 四级祖国功勋勋章
- 列宁勋章（1971年、1982年）
- 十月革命勋章（1976年）
- 荣誉勋章（1965年）
- 勇气勋章（1996年）